# Billia
Billia là một chi chứa 2 loài thực vật đã biết, là các loài cây gỗ thường xanh hay sớm rụng, bản địa châu Mỹ, từ Trung Mexico tới Ecuador. Tại Colombia và Ecuador chúng sinh sống ở cao độ tới 2.900 m. Gỗ của chúng được sử dụng trong nghề mộc địa phương. Tên gọi địa phương phổ biến là cascarillo, guashcaparo.
Các lá kép to mọc đối gồm 3 lá chét bóng láng, nhẵn nhụi, với gân lá lông chim. Hoa mọc thành chùy hoa, gồm nhiều hoa nhỏ sặc sỡ đơn tính (hoặc hoàn hảo) với lá bắc dạng lá. Mỗi hoa có 5 lá đài rời màu hung đỏ hay tía. 4-6 cánh hoa rời màu từ trắng tới vàng. 3 lá noãn chia 3 ngăn trong bầu nhụy thượng màu hồng có cuống. 6-8 nhị hoa màu vàng, bao phấn thò ra. Quả nang bóng như da, chẻ ba ngăn.

## Các loài
- Billia rosea (đồng nghĩa: Billia colombiana)[1]
- Billia hippocastanum[3]